# Montaigut-sur-Save
Montaigut-sur-Save – miejscowość i gmina we Francji, w regionie Oksytania, w departamencie Górna Garonna.
Według danych na rok 1990 gminę zamieszkiwały 972 osoby, a gęstość zaludnienia wynosiła 77 osób/km² (wśród 3020 gmin regionu Midi-Pireneje Montaigut-sur-Save plasuje się na 350. miejscu pod względem liczby ludności, natomiast pod względem powierzchni na miejscu 910.).